# Lizmark
Lizmark (18 de diciembre de 1949, Oaxaca de Juarez - 16 de diciembre de 2015 Acapulco Gro.) fue un luchador enmascarado mexicano. Su nombre en el ring se toma del acorazado alemán Bismarck. Fue un campeón múltiple de tiempo, después de haber celebrado campeonatos individuales y por equipos, tanto en la Empresa Mexicana de Lucha Libre (EMLL), Consejo Mundial de Lucha Libre (CMLL) y Asistencia Asesoría y Administración (AAA). En 2001, Lizmark fue incluido en el Salón de Wrestling Observer Newsletter de la Fama. Su apodo es El Geniecillo Azul, que es español para "The Little Blue Genius". Tiene dos hijos uno es luchador profesional, El hijo de Lizmark, el otro se dedica al a vida en común, Nombre real Lizmark no es un asunto de interés público, como suele ser el caso con los luchadores enmascarados en México, donde su vida privada se mantienen en secreto para los fanáticos de la lucha. Sin embargo, se sabe que su apellido paterno es Baños, porque Lizmark, Jr. fue desenmascarado en 2007. Es tradicional en México para los luchadores recién desenmascarados revelar sus nombres reales en ese momento.

## Inicios
El hombre que más tarde se conocería como Lizmark creció en Acapulco, y comenzó una carrera en la administración del hotel. Él fue entrenado para ser un boxeador por su tío, e hizo su debut en la lucha libre profesional el 14 de marzo de 1976. Él eligió usar una máscara para ocultar su identidad de lucha de sus clientes y compañeros de trabajo en el Hotel Hilton. Escogió el nombre de "Lizmark", inspirada en el acorazado alemán Bismarck le había fascinado desde la infancia. Lizmark rápidamente se convirtió en uno de los innovadores en la lucha libre, la incorporación de movimientos llamativos, de alto vuelo en los partidos, un estilo que es común hoy en día, pero en la década de 1970 era nuevo y emocionante.

Lizmark fue un luchador de talla internacional y su atractiva lucha aerea  sirvió de inspiración para el Video Juego Saturday Night Slam Master, dónde el personaje Stingray viste un atuendo azul, con máscara azul cambiando solamente el color plateado por rojo, un luchador pequeño pero de gran fortaleza y agilidad lo cual lo hacen un gran personaje, dicho personaje hace referencia que nació en Acapulco Guerrero, de dónde es originario Lizmark. 

## Luchas de apuestas
| Apuesta   | Ganador            | Perdedor                       | Lugar                            | Fecha                   | Notas                                                |
| --------- | ------------------ | ------------------------------ | -------------------------------- | ----------------------- | ---------------------------------------------------- |
| Cabellera | Lizmark            | Mario Valenzuela               | Acapulco, Guerrero               | Desconocida             | [ 5 ]                                                |
| Cabellera | Lizmark            | Mario Valenzuela               | Ciudad de México                 | Desconocida             | [ 5 ]                                                |
| Cabellera | Lizmark            | El Invasor                     | Desconocida                      | Desconocida             | [ 5 ]                                                |
| Cabellera | Lizmark            | Raúl Armas                     | Desconocida                      | Desconocida             | [ 5 ]                                                |
| Cabellera | Lizmark            | Mr. Lancer                     | Desconocida                      | Desconocida             | [ 5 ]                                                |
| Máscara   | Lizmark            | Ultraseven                     | Japón                            | Desconocida             | [ 5 ]                                                |
| Máscara   | Lizmark            | El Insólito                    | Culiacán, Sinaloa                | Desconocida             | [ 5 ]                                                |
| Máscara   | Lizmark            | El Tiburón                     | Desconocida                      | Desconocida             | [ 5 ]                                                |
| Cabellera | Lizmark            | Américo Rocca                  | Desconocida                      | Desconocida             | [ 5 ]                                                |
| Máscara   | Lizmark            | El Cíclope                     | Tijuana, Baja California         | Desconocida             | [ 5 ]                                                |
| Cabellera | Lizmark            | El Faraón                      | Acapulco, Guerrero               | Desconocida             | [ 5 ]                                                |
| Cabellera | Lizmark y Centauro | Mario Valenzuela y El Musulmán | Acapulco, Guerrero               | 4 de marzo de 1979      | [ 5 ]                                                |
| Máscaras  | Lizmark y Atlantis | The Animals I y II             | Ciudad de México                 | 25 de noviembre de 1990 | [ 6 ]                                                |
| Máscara   | Lizmark            | El Norteamericano              | San Luis Potosí, San Luis Potosí | 28 de junio de 1998     | Triángulo partido que también incluyó Universo 2000. |